# ماسيرا دي بادوفا
ماسيرا دي بادوفا (بالإيطالية: Maserà di Padova)‏ هي بلدية في مقاطعة باذوة في منطقة فنيتة الإيطالية، وتقع على بعد 40 كيلومترًا (25 ميلًا) جنوب غرب مدينة البندقية و11 كيلومترًا (7 ميلًا) جنوب باذوة.